# Konrad Knebel (Heimatforscher)
Georg Konrad Knebel (* 25. Dezember 1856 in Dippoldiswalde; † 29. März 1933 in Freiberg) war ein deutscher Lehrer und Heimatforscher.

## Leben
Konrad Knebel hat sich vor allem durch zahlreiche Aufsätze zur Freiberger Geschichte sowie durch seine Geschichte der Stadt Dippoldiswalde verdient gemacht. Zu betonen ist, dass Knebel in großem Umfang eigene Quellenarbeit zur Grundlage seiner Forschung machte, so dass seine Arbeiten nach wie vor mit Gewinn herangezogen werden können.

## Publikationen (Auswahl)
als Autor
- Geschichte der Stadt Dippoldiswalde bis zum Jahre 1918. Stadtverwaltung, Dippoldiswalde 2006 (Nachdr. d. Ausg. Dippoldiswalde 1920).

als Herausgeber
- Mitteilungen des Freiberger Altertumsvereins. Mit Bildern aus Freibergs Vergangenheit. Freiberg 1915.
- Führer durch die Sammlung für Altertum, Kunst und Volkskunde des Freiberger Altertumsvereins im König-Albert-Museum. Gerlach, Freiberg 1906.